# Reese Hoffa
Michael Reese (Maurice Antoine-) Hoffa (Chism-) (Evans, 8 de outubro de 1977) é um atleta norte-americano, especialista no arremesso do peso.
Foi campeão mundial outdoor em Osaka 2007, e campeão mundial indoor em Moscou 2006. Em Jogos Olímpicos, porém, sua melhor colocação foi o 3º lugar nos  Jogos Olímpicos de 2012.